# Rossinas (Indre)
Roussines és un municipi francès, situat al departament de l'Indre i a la regió de Centre – Vall del Loira. L'any 2007 tenia 386 habitants.

## Demografia

### Població
El 2007 la població de fet de Roussines era de 386 persones. Hi havia 156 famílies, de les quals 44 eren unipersonals (28 homes vivint sols i 16 dones vivint soles), 64 parelles sense fills, 36 parelles amb fills i 12 famílies monoparentals amb fills.
La població ha evolucionat segons el següent gràfic:
Habitants censats

### Habitatges
El 2007 hi havia 226 habitatges, 161 eren l'habitatge principal de la família, 33 eren segones residències i 31 estaven desocupats. Tots els 225 habitatges eren cases. Dels 161 habitatges principals, 132 estaven ocupats pels seus propietaris, 23 estaven llogats i ocupats pels llogaters i 6 estaven cedits a títol gratuït; 2 tenien una cambra, 8 en tenien dues, 26 en tenien tres, 44 en tenien quatre i 82 en tenien cinc o més. 116 habitatges disposaven pel capbaix d'una plaça de pàrquing. A 82 habitatges hi havia un automòbil i a 64 n'hi havia dos o més.

### Piràmide de població
La piràmide de població per edats i sexe el 2009 era:
| Homes | Edats   | Dones |
| ----- | ------- | ----- |
| 4     | 95 o +  | 0     |
| 0     | 90 a 94 | 0     |
| 8     | 85 a 89 | 4     |
| 4     | 80 a 84 | 4     |
| 12    | 75 a 79 | 8     |
| 16    | 70 a 74 | 8     |
| 0     | 65 a 69 | 24    |
| 12    | 60 a 64 | 8     |
| 12    | 55 a 59 | 20    |
| 28    | 50 a 54 | 24    |
| 16    | 45 a 49 | 16    |
| 4     | 40 a 44 | 8     |
| 12    | 35 a 39 | 4     |
| 16    | 30 a 34 | 16    |
| 12    | 25 a 29 | 4     |
| 8     | 20 a 24 | 4     |
| 16    | 15 a 19 | 8     |
| 0     | 10 a 14 | 8     |
| 8     | 5 a 9   | 8     |
| 12    | 0 a 4   | 0     |

## Economia
El 2007 la població en edat de treballar era de 238 persones, 149 eren actives i 89 eren inactives. De les 149 persones actives 137 estaven ocupades (75 homes i 62 dones) i 12 estaven aturades (7 homes i 5 dones). De les 89 persones inactives 45 estaven jubilades, 14 estaven estudiant i 30 estaven classificades com a «altres inactius».

### Ingressos
El 2009 a Roussines hi havia 163 unitats fiscals que integraven 371,5 persones, la mediana anual d'ingressos fiscals per persona era de 15.398 €.

### Activitats econòmiques
Dels 10 establiments que hi havia el 2007, 2 eren d'empreses extractives, 4 d'empreses de construcció, 2 d'empreses de comerç i reparació d'automòbils, 1 d'una empresa de transport i 1 d'una empresa d'hostatgeria i restauració.
Dels 4 establiments de servei als particulars que hi havia el 2009, 1 era un guixaire pintor, 2 lampisteries i 1 restaurant.
L'any 2000 a Roussines hi havia 41 explotacions agrícoles que ocupaven un total de 1.771 hectàrees.

## Equipaments sanitaris i escolars
El 2009 hi havia una escola elemental.

## Poblacions més properes
El següent diagrama mostra les poblacions més properes.